# Emily Temple-Wood
Emily Temple-Wood (Chicago, 24 de maio de 1994) é uma editora da Wikipédia anglófona, que utiliza o nome de usuário Keilana no site. Ela é conhecida por seus esforços para combater os efeitos e as causas de viés de gênero na Wikipédia, principalmente por meio da criação de artigos sobre as mulheres na ciência. Recebeu o prêmio de Wikimedista do Ano, por Jimmy Wales, na Wikimania em 24 de junho de 2016.

## Início da vida
Filha de Laura Temple e Andrew Wood, Emily estudou na Avery Coonley School em Downers Grove, Illinois. Um artigo de 2017 da revista Wired a descreveu como "o tipo de aluna que se recusava a defender o Juramento à bandeira americana, porque pensava que a ideia de fazer com que as crianças proclamassem um juramento de lealdade era bizarro". Ela ganhou a edição de 2008 do concurso de soletração do Condado de DuPage. Esta vitória levou a participar no concurso nacional de soletração Scripps National Spelling Bee no mesmo ano, onde ela avançou até as quartas de final e terminou em 46º lugar. Após a competição, em junho de 2008, ela foi homenageada pelo então vice-governador de Illinois, Pat Quinn, junto com os outros campeões regionais de soletração. Ela passou a frequentar a escola Downers Grove North High School, onde ela era um membro da equipe de debates. Sua equipe ganhou quatro medalhas, sendo uma delas de 1° lugar, conquistada no encontro estadual da Associação de Ensino Médio de Illinois em Peoria, no ano de 2011. Em seu último ano no ensino médio, em 2012, fez parte dos "2% melhores alunos". Em Maio de 2016, graduou-se na Universidade de Loyola, em Chicago , com formação em biologia molecular e estudos árabes e Islâmicos. Ela começou a faculdade de medicina de Chicago e Universidade do Centro-oeste no outono de 2016.

## Trabalho na Wikipédia sobre as mulheres na ciência
Temple-Wood recebeu cobertura da imprensa americana pela criação de artigos da Wikipédia sobre mulheres cientistas, bem como seu ativismo para aumentar a representação delas na Wikipédia. Ela fez sua primeira edição na Wikipédia em 2005, com 10 anos, quando ela criou um artigo  xingando sua irmã. O artigo foi deletado quase que imediatamente. Ela começou a contribuir para o site quando ela tinha 12 anos, e ainda com 12 anos ela foi hostilizada na internet, como retalição a suas contribuições à Wikipédia. Ela começou seus esforços no que diz respeito às mulheres cientistas, quando ela estava no ensino fundamental. Em 2007, ela tornou-se um administrador na Wikipédia, e em 2018 foi também membro do Comitê de Arbitragem. Ela co-fundou a projeto Wikipédia WikiProject Mulheres Cientistas em 2012; desde então, ela tem escrito centenas de páginas da Wikipédia sobre os cientistas do sexo feminino. Editando sob o nome de usuário "Keliani", ela começou a criar tais artigos quando notou que poucas mulheres que eram membros da Royal Society tinham páginas na Wikipédia. Ela disse à Wikimedia Foundation que quando percebeu isso, ela ficou irritada e escreveu um artigo aquela noite. "Eu literalmente sentei no corredor do dormitório até as 2 horas da manhã escrevendo o [meu] primeiro artigo sobre as mulheres na ciência." O artigo do qual ela mais se orgulha é sobre Rosalyn Scott, a primeira mulher afro-americana a se tornar uma cirurgiã torácica.
Temple-Wood também tem organizado editatonas em museus e bibliotecas, com o objetivo de aumentar a representação das mulheres cientistas na Wikipédia. Em outubro de 2015, ela disse à revista The Atlantic que ela tinha identificado 4.400 mulheres cientistas que não têm artigos na Wikipédia sobre elas, embora cada uma delas fosse notável o suficiente para ser coberta por um. Em Março de 2016, ela ganhou a atenção da mídia internacional por causa de sua abordagem inovadora para o assédio sexual online que havia recebido: para cada e-mail que recebeu, ela planeja criar um artigo na Wikipédia sobre uma mulher cientista. Nesse mesmo mês, ela disse ao BuzzFeed Notícias que, com relação a ela fazer isso, "Minha motivação é canalizar a frustração que eu sinto de ser incomodada em algo produtivo." Em Maio de 2016, disse à revista The Fader que "Como uma Wikipedista, a minha resposta natural ao ver uma lacuna na cobertura [de artigos] é iniciar um projeto, e foi isso que eu fiz com o projeto Mulheres Cientistas. A narrativa da história, tem sido dominado por homens, e certificando-se de que biografias de mulheres estão incluídas na Wikipédia pode ser a nossa forma de incluir as mulheres de volta para essa narrativa."

## Cargos
Temple-Wood é vice-presidente da Wikimedia DC, a repartição da Wikimedia Foundation na área do Distrito de Columbia, bem como um membro de seu conselho de administração. Ela também é membra do conselho de administração da Wiki Project Med Foundation, e um Wikipedista em Residência no Instituto Nacional para Segurança e Saúde Ocupacional.

## O Efeito Keliani

Ponto de mundança na qualidade dos artigos de mulheres cientistas, junto com os esforços comunitários impulsionados por Temple-Wood.

Um artigo, "Interpolating Quality Dynamics in Wikipedia and Demonstrating the Keilana Effect", sobre um fenômeno nomeado em homenagem a Temple-Wood, foi apresentado em 2017 por Aaron Halfaker no OpenSym, o Simpósio Internacional de Colaboração Aberta.

## Artigos
- Temple-Wood, Emily (2017). «Rewriting the History of Women in Science» [Reescrevendo a história das mulheres na ciência]. Scientific American (em inglês). 317 (3): 70–71. PMID 28813402. doi:10.1038/scientificamerican0917-70
- Temple-Wood, Emily (1 de outubro de 2014). «Wikipedia and the New Web» [Wikipédia e a Nova Web]. Facebook Nation (em inglês). Nova Iorque: Springer. pp. 189–199. ISBN 978-1-4939-1739-6
- Temple-Wood, Emily; Silva, Diane. Exploring the Role of Raw in the Embryonic Nervous System [Explorando o papel da matéria prima no sistema nervoso embrionário]. 56th Annual Drosophila Research Conference (em inglês). Genetics Society of America. March 4–8, 2015
- Temple-Wood, Emily (12 de abril de 2016). «It's Time These Ancient Women Scientists Get Their Due» [É hora dessas mulheres cientistas antigas receberem o que merecem]. Nautilus  Reimpresso em The Best American Science and Nature Writing 2017. Jahren, Hope, editor. Boston. ISBN 9781328715517. OCLC 1004672002.
- Silva, Diane; Olsen, Kenneth W.; Bednarz, Magdalena N.; Droste, Andrew; Lenkeit, Christopher P.; Chaharbakhshi, Edwin; Temple-Wood, Emily R.; Jemc, Jennifer C.; Singh, Shree Ram (29 de novembro de 2016). «Regulation of Gonad Morphogenesis in Drosophila melanogaster by BTB Family Transcription Factors» [Regulação da morfogênese gonadal em Drosophila melanogaster por fatores de transcrição da família BTB]. PLOS One. 11 (11): e0167283. Bibcode:2016PLoSO..1167283S. PMC 5127561. PMID 27898696. doi:10.1371/journal.pone.0167283